# ياكوبس فانت هوف
ياكوبس فانت هوف (Jacobus Henricus van 't Hoff) هو كيميائي وفيزيائي هولندي ولد في 30 أوت 1852 وتوفي في 1 مارس 1911 وتخصص في الكيمياء العضوية والكيمياء الفيزيائية.
تحصل على جائزة نوبل في الكيمياء لسنة 1901 وذلك في أول عام لها وذلك لعمله على التناضح.
تحصل على الدكتوراه من جامعة أوترخت. درس في معهد اوترخت البيطري ومن ثم عمل كمديراً لقسم الكيمياء في جامعة أمستردام. درس في جامعة برلين بين 1896 و1911 وأعماله هي ما ساهم في ظهور الكيمياء الفيزيائية بالصورة التي هي عليها اليوم .

## حياته
ولد الثالث من بين سبعة أطفال في مدينة روتردام لأب فيزيائي وعرف بشغفه بالعلوم منذ صغره
في عام 1869 بدأ فانت هوف بدراسة التقانة في معهد تقانة البوليميرات في دلفت. وفي عام 1871 درس الرياضيات في جامعة ليدن. ثم في عام 1872 بدأ بدراسة الكيمياء في جامعة اوغست كيكوليه في بون (ألمانيا) ثم في جامعة شارل ادولف فورتز في باريس 1873. وفي عام 1874 حصل على درجة الدكتورا من جامعة أوترخت. ثم أصبح مساعدا في كلية الطب البيطري في جامعة أوترخت 1877 انتقل للتدريس في قسم الكيمياء بجامعة أمستردام، حيث نال درجة بروفسور عام 1878. من 1896 وحتى وفاته عمل فانت هوف في جامعة برلين.
في عام 1901 حصل فانت هوف على جائزة نوبل في الكيمياء لاكتشافه قوانين الديناميك والضغط الاسموزي في المحاليل. يُعرف فانت هوف أيضا بوضعه معادلة فانت هوف في الديناميكا الحرارية الكيميائية والتي تربط التغير في درجة الحرارة (T) بالتغيير في ثابت الاتزان (k) معطية التغير في المحتوى الحراري القياسي (ΔH) للنظام.

## روابط خارجية
- ياكوبس فانت هوف على موقع الموسوعة البريطانية (الإنجليزية)
- ياكوبس فانت هوف على موقع إن إن دي بي (الإنجليزية)